# 卡斯特罗赫里斯
卡斯特罗赫里斯，是西班牙卡斯蒂利亚-莱昂布尔戈斯省的一个市镇。总面积136平方公里，总人口971人（2001年），人口密度7人/平方公里。